# Superhelt
En superhelt er en fiktiv figur som udfører heltegerninger, og som oftest besidder overmenneskelige evner kaldet superkræfter. Superhelte er specielt udbredte i tegneseriemediet, men findes også på film, tv og i mindre grad i bøger. DC Comics og Marvel Comics superheltekarakterer inklusive Superman, Batman, Wonder Woman, Spider-Man, Hulk og X-Men.

## Eksempler på superhelte
Amerikanske:
- Batman
- Fantastic Four
- Spider-Man
- Superman
- Wonder Woman
- X-Men
- Hulk
- Captain America
- Iron Man
- The Flash
- Thor

Russiske:
- Zasjtjitniki

Danske:
- DukseDrengen
- Antboy

Genre-parodier:
- Supermule
- De Utrolige

## Fællestræk
Selvom der findes et bredt spektrum af superhelte, er der en række af karakteristiske træk, som forbindes med den typiske superhelt: 
- Ekstraordinære kræfter og egenskaber, mestring af relevante færdigheder, og/eller avanceret udstyr. Superkræfter varierer bredt, men overmenneskelig styrke, flyveevne og forstærkede sanser er ofte set. Nogle superhelte, som fx Batman, har ingen superkræfter, men mestrer færdigheder som kampkunst og kriminologi. Andre har særligt udstyr, som fx Iron Mans kamprustning og Green Lanterns kraftring.
- En høj moral, inklusiv villighed til at risikere sin egen sikkerhed i det godes tjeneste.
- En speciel motivation, eksempelvis ansvarsfølelse (fx Spider-Man), en stærk retfærdighedssans (fx Superman), et formelt kald (fx Wonder Woman), eller en personlig vendetta mod kriminelle (fx Punisher).
- En hemmelig identitet som beskytter superheltens familie og venner fra at blive mål for superheltens fjender. De fleste, men ikke alle, superhelte har et beskrivende eller metaforisk kodenavn, når de optræder offentligt.
- Et iøjnefaldende og let genkendeligt kostume, der ofte skjuler den hemmelige identitet.
- Et underliggende tema som har indflydelse på heltens navn, kostume, genstande og andre aspekter af hans karakter (fx Batmans dragt er inspireret af en flagermus (engelsk: bat), Han kalder sit hovedkvarter for Bathulen. Hans bil, hvis design også er inspireret af en flagermus, kaldes Batmobilen).
- Et våben, der også fungerer som “varemærke”, som fx Thors hammer og Captain Americas skjold.
- En række tilbagevendende bi-personer i historierne, heriblandt heltens venner, kolleger og/eller kærester, som måske eller måske ikke kender superheltens hemmelige identitet. Ofte er heltens personlige relationer kompliceret af hans dobbeltliv.
- En række fjender, som han bekæmper gentagne gange, heriblandt en ærkefjende, som skiller sig ud fra de andre. Ærkefjenden er ofte superheltens komplementære modsætning på et bestemt område (fx kæmper Wolverine med sine dyriske instinkter, mens Sabretooth svælger i sine).
- En formue, der gør ham uafhængig (fx Batman eller X-Mens leder Professor X) eller et job med stor frihed uden opsyn (fx Supermans civile job som journalist).
- Et hemmeligt hovedkvarter eller hjemmebase (fx Supermans ”Ensomhedens Fort”)
- En oprindelseshistorie som forklarer omstændighederne, der gav superhelten sine egenskaber, såvel som heltens motivation for at blive helt. Mange oprindelseshistorier indeholder tragiske hændelser eller ulykker, som resulterede i udviklingen af superkræfter.

De fleste superhelte arbejder alene og uafhængigt, men der findes også mange superhelte-teams. Nogle, som fx Fantastic Four og X-Men, har fælles oprindelse og opererer normalt som en en gruppe. Andre som DC Comics' Justice League og Marvels Avengers, er "all-star" grupper, sammensat af helte, der har forskellig oprindelse og også opererer individuelt.
Nogle superhelte, især de, der havde debut i 1940'erne, har et ungt menneske som ”sidekick” (fx Batman og Robin, Captain America og Bucky). Dette er blevet mindre almindeligt, efterhånden som historierne er blevet mere sofistikerede og et ældre publikum har mindsket behovet for en figur, der appellerer til en børne-målgruppe.